# Hefajstos
Hefajstos (stgr. Ἥφαιστος Hephaistos, łac. Vulcanus) – w mitologii greckiej bóg ognia, kowali i złotników. Hefajstos był uważany za syna Zeusa i Hery lub według innej wersji samej Hery. Opiekun rękodzielników. W mitologii rzymskiej jego odpowiednikiem jest Wulkan.
Pracował w kuźni, którą najczęściej umieszczano we wnętrzu wulkanu Etna. Dziełem Hefajstosa były tarcza, berło oraz pioruny dla Zeusa, zbroja Achillesa oraz strzały Erosa. Hefajstos był kulawy, ponieważ został zrzucony przez Zeusa z Olimpu, gdy wstawił się za matką wiszącą na tej górze, na wyspę Lemnos i wówczas złamał nogę. Zaopiekowała się nim bogini morska Tetyda. Po dziewięciu latach sprowadził go na Olimp Dionizos – bóg wina. W nagrodę od Zeusa dostał żonę, piękną i niewierną Afrodytę.
Wiadomość o zdradzie boskiej żony Afrodyty dokonanej z Aresem bardzo rozgniewała kowala. Wymyślił podstęp, do którego potrzebował bardzo mocnej, a jednocześnie tak cienkiej, że aż niewidocznej sieci. Po wykonaniu takowej, gdy Afrodyta i Ares spali razem w łóżku, Hefajstos złapał ich w sieć i wystawił na pośmiewisko przed innymi bogami na górze Olimp. Zeus przekonał jednak Hefajstosa, aby wypuścił kochanków, o ile Ares zapłaci grzywnę.
Obszar kultu bóstwa obejmował wyspy wulkaniczne (Lemnos, Sycylia). Z pobytem w wulkanie boga wiąże się powiedzenie mieszkańców tamtejszych terenów. Zawsze gdy unosił się dym, swą pracę miał zaczynać najpracowitszy z bogów.

## Odniesienia w popkulturze
- Cała broń i inne wyposażenie superbohaterki Wonder Woman jest dziełem Hefajstosa.
- W filmie Zmierzch tytanów z 1981 r. w rolę Hefajstosa wcielił się Pat Roach. Zeus kazał Atenie podarować Perseuszowi hełm niewidzialności. Gdy stracił go w walce, miała oddać mu swoją ukochaną sowę Bubo, cechującą się niezwykłą mądrością. Jednak w przeciwieństwie do innych bogów, miała odwagę przeciwstawić się Zeusowi. Zamówiła u Hefajstosa robota o inteligencji i wyglądzie Bubo, którego dostał Perseusz.
- W odcinku 93. serialu Kacze opowieści Hefajstos jest furiatem, który ciągle kłóci się z żoną Afrodytą. Musiał walczyć o nią ze Sknerusem McKwaczem. Jego talenty nie zostały ujęte.
- W odcinku 4. serialu Liga Sprawiedliwych bez granic Hefajstos wyprodukował dla Aresa robota bojowego o nazwie Anihilator. Sieje śmierć i zniszczenie.